# 宇田津砦

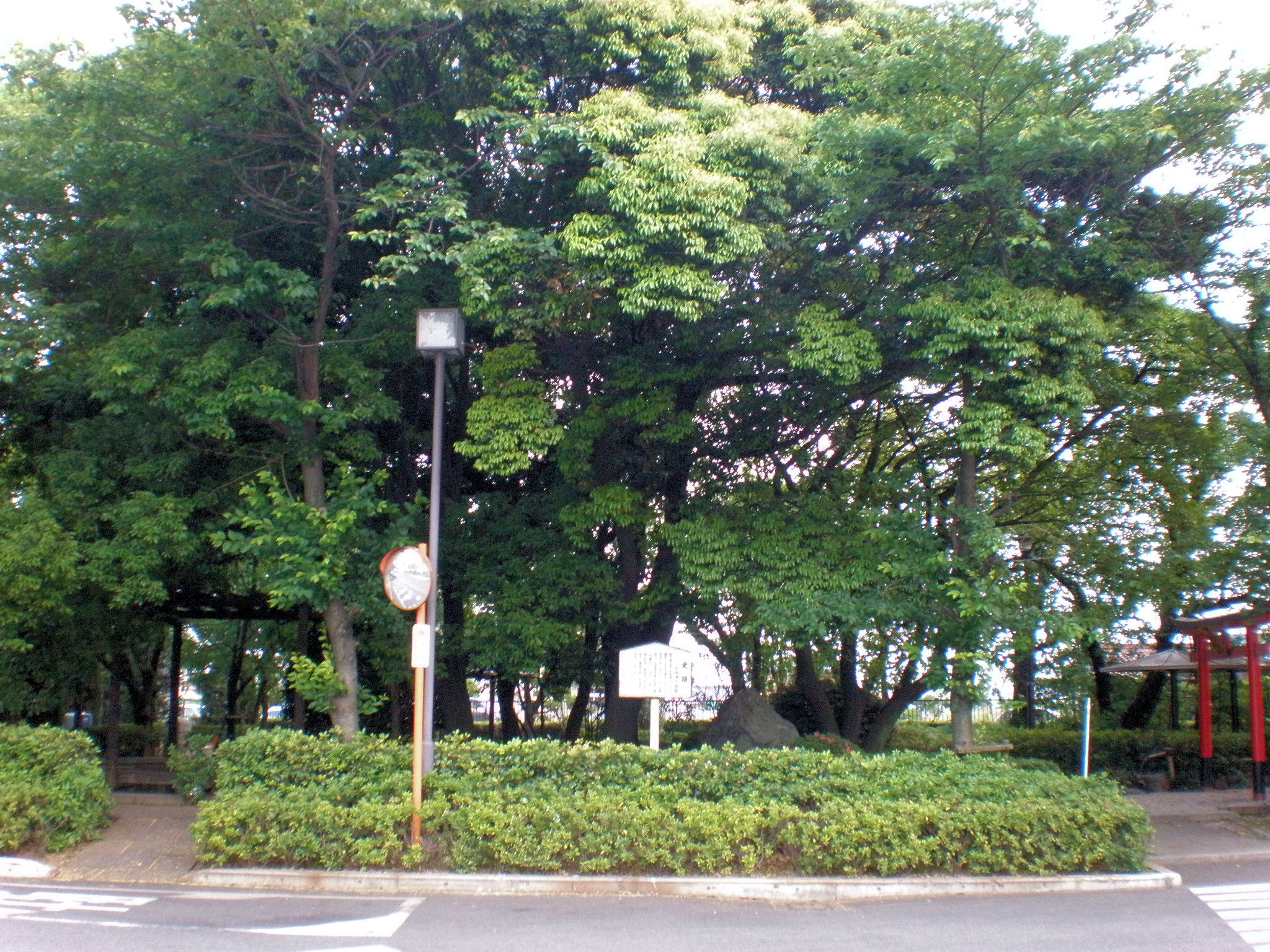
宇田津砦

宇田津砦（うたづとりで）は、天正12年（1584年）の小牧・長久手の戦いの折り、徳川方が築いた砦の1つである。

## 概要
松平親乗が布陣した。非常に大きな平城だったと考えられており、その規模は東西三十四間、南北三十八間、総構は二町四方あったとされている。秀吉方の二重堀砦に近く、最前線に位置したことから、家康はこの砦と東西に位置する田楽・北外山の2つの砦をつなぐ道を、新たに整備している。
砦があった場所に今ある住友理工の敷地内には、「哥津の森」と呼ばれる小さな森があり従業員の休息の場になっているが、遺構などはまったく残されていない。すぐ横に小さな鳥居と祠があるが、安全祈願の為に設置されたもので、砦とは何の関係もない。
尚、工場敷地内にあるため一般公開はされておらず見学はできない。
また住友理工敷地のすぐ横を流れる大山川には、小牧・長久手の戦いが名前の由来ではないかとされる橋（「不発橋」）が架かっている。

## 所在地
愛知県小牧市東3丁目地内
1. ↑  読みは「うたずばし」